# آدریان مورهاوس
آدریان مورهاوس (انگلیسی: Adrian Moorhouse؛ زادهٔ۲۴ مه ۱۹۶۴ - برادفورد) یک شناگر اهل بریتانیا است. 
از افتخارات میتوان به کسب مدال طلا شنای ۱۰۰ متر قورباغه در بازی‌های المپیک تابستانی ۱۹۸۸ اشاره کرد.